# Al-Busajra (poddystrykt)
Al-Busajra – jedna z 7 jednostek administracyjnych trzeciego rzędu (nahijja) dystryktu Dajr az-Zaur, w muhafazie Dajr az-Zaur, w Syrii.
W 2004 roku poddystrykt zamieszkiwało 63 226 osób.